# Ted Gunderson
Theodore L. Gunderson (7 de noviembre de 1928-31 de julio de 2011), fue un agente del FBI y jefe de la oficina de Los Ángeles. Es mejor conocido por manejar el asunto Marilyn Monroe así como el asunto Kennedy. También es autor del libro más vendido Cómo localizar a cualquier persona en cualquier lugar.

## Biografía
Ted Gunderson nació en Colorado Springs. Se graduó de la Universidad de Nebraska en 1950. Gunderson se unió a la Oficina Federal de Investigaciones en diciembre de 1951 bajo la dirección de J. Edgar Hoover. Trabajó en las oficinas de Mobile, Knoxville, Nueva York y Albuquerque. Ocupó cargos como asistente del agente especial en New Haven así como en Filadelfia. En 1973 dirigió la oficina del FBI en Memphis y luego la de Dallas en 1975. Ted Gunderson fue nombrado jefe del FBI de Los Ángeles en 1977. En 1979, fue uno de los pocos considerados para el puesto de director del FBI, que finalmente recayó en William H. Webster Se retiró del FBI ese año, pero continuó sirviendo como investigador privado.
En 1980, investigó para la defensa de  (en Jeffrey R. MacDonald), médico y ex boina verde, condenado en 1970 por el asesinato de su esposa embarazada y su niños. Gunderson obtiene una declaración jurada de Helena Stoeckley confesando su participación en los asesinatos y afirmando que fueron cometidos por un culto satánico del que ella era miembro.
En 1990, durante el caso McMartin, excavó el sitio y afirmó haber descubierto túneles rellenados, lo que confirmaría los testimonios de los niños. También investiga el caso del médico Jeffrey R. MacDonald, vinculado al establecimiento. Basándose en su experiencia en el FBI, está interesado en el encubrimiento del escándalo Franklin en Nebraska, el asunto del ataque al World Trade Center de 1993, el asunto del ataque de Oklahoma City, el asunto Inslaw/Octopus y la muerte de Danny Casolaro, así como otros casos penales.
Según él, el FBI y otras agencias de inteligencia estadounidenses son responsables del fenómeno del gang stalking, cuyas pruebas se recogen en expedientes relacionados con el programa Echelon, el Carnivore System, los Sistemas TEMPEST y en los Sistemas Narus.

## Publicaciones
- How to Locate Anyone Anywhere Without Leaving Home. Dutton, 1989 ISBN 978-0-525-24746-3.
- McMartin Scientific Report, 1993.

## Filmografía
- Satanism & the C.I.A.'s International Trafficking in Children, conférence, 1987.